# 渋田怜音
澁田 怜音（しぶた れおん、1998年8月22日 - ）は、岩手県出身のプロバスケットボール選手。B.LEAGUEの京都ハンナリーズに所属している。ポジションはポイントガード。

## 来歴
盛岡南高校3年時の2017年と駒澤大学1年時の2018年に地元クラブである岩手ビッグブルズの特別指定選手としてプレー。
2019年から2021年までは佐賀バルーナーズの特別指定選手としてプレー。
卒業後は滋賀レイクスターズとプロ契約。55試合の出場で232得点（平均4.2得点）81アシスト（同1.5アシスト）を記録。
2022年オフ、新潟アルビレックスBBに移籍。主将に就任。
2023年オフ、京都ハンナリーズに移籍。